# Церковь святой Марии в Ивингхо
Церковь святой Девы Марии в Ивингхо (англ. The Church of St Mary the Virgin, Ivinghoe) — англиканская приходская церковь Оксфордской епархии в деревне Ивингхо (Букингемшир). Памятник архитектуры Англии I класса.
Церковь существует с 1220 года, 9 мая 1234 года деревня была полностью сожжена в ходе восстания Ричарда Сиварда, который напал на покровителя прихода Питера де Роша, епископа Уинчестерского.

## Архитектура
Певзнер высоко оценивал эту сравнительно крупную церковь: длина — 55 футов (17 м), ширина по трансептам — 90 футов (27 м), нефа — 19,5 фута (5,9 м). Стиль её — ранняя английская готика, постройка начата около 1220 года. План церкви крестообразный, башня на средокрестии увенчана хартфордским шпилем. Внешние стены выполнены из кремнистой породы с украшениями из твёрдого тоттерхоуского мела. Зубчатые парапеты поверху, имитирующие укрепления, добавлены в XIX веке.
Считается, что на этом месте в XII веке существовала более ранняя церковь, а толщина западной стены позволяет предположить, что существующее здание было получено пристройкой к прежнему. Алтарная часть, трансепты с окнами-розами и аркада в нефе находятся в числе оригинальных, предшествующих пожару 1234 года, частей.
В XIV веке была перестроена башня и расширены боковые галереи, в XV веке — подняты стены нефа, алтаря и трансептов, устроен верхний оконный ярус, переделан верхний ярус башни и построен западный портик. Первая запись о колокольне относится к 1552 году, в составе её было 5 колоколов и санктус. Существующие колокола отлиты в Лондоне фирмой John Warner & Sons в 1875 году.
Окна боковых нефов принадлежат декоративному периоду английской готики. Дверные проёмы украшены профилировками, среди других средневековых каменных украшений можно найти «шары в цветке» и лиственные замковые камни. Особый интерес представляет подлинная деревянная кровля XV века с открытыми в интерьер стропилами. Крыша опирается на консоли со скульптурными головками и украшена деревянными летящими ангелами. В нефе под крышей — деревянные скульптуры апостолов.
В нише в северной стене алтарной части — могила со скульптурным надгробием священника, облачённого для совершения мессы. Лицо его стёсано, и установить личность невозможно. Погребение приписывали Питеру Чейспорку (ректор церкви в 1241—1254 годах, Хранитель Гардероба Генриха III и архидиакон Уэлский), Ральфу из Ивингхо (†1304), Генриху Блуаскому (брат короля Стефана и епископ Уинчестерский), и некоему человеку по имени Gramfer.
В алтарной части также есть несколько латунных надгробий, в том числе Рауфу Фэллоуэллу (†1349) с женой Люси (†1368) и Ричарду Блэкхеду (†1517) с женой Мод. Несколько памятников изображают членов обширного семейства Данкомбов в окружении их детей: Томаса (†1531) с женой Джоан, Уильяма (†1576) с двумя жёнами — Марией и Алисой и Джона Данкомба (†1594) с женой Алисой.
Дубовые скамьи в нефе датируются XV или XVI веком, украшены резными скульптурами с гротескными лицами. Кафедра проповедника шестиугольная, дубовая, времён Якова Стюарта.
В 1871—72 годах церковь подверглась викторианской реставрации под руководством Джорджа Эдмунда Стрита, который привнёс в здание элементы готического возрождения, построил северный и южный портики и крещальню в средневековом стиле.

## Галерея

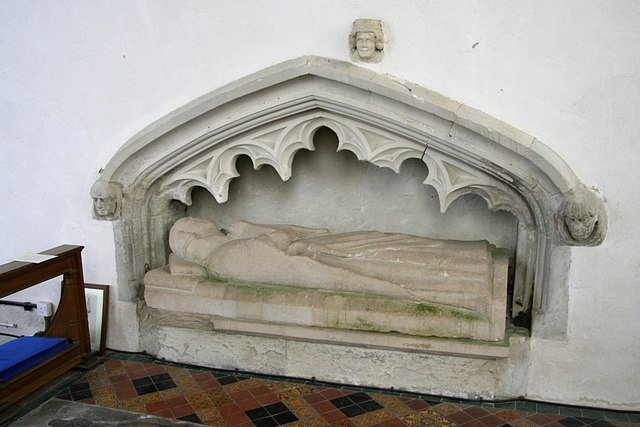
Могила неизвестного священника
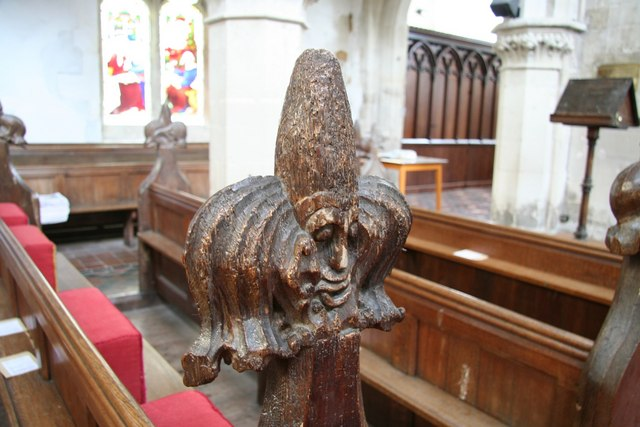
Резьба скамеек
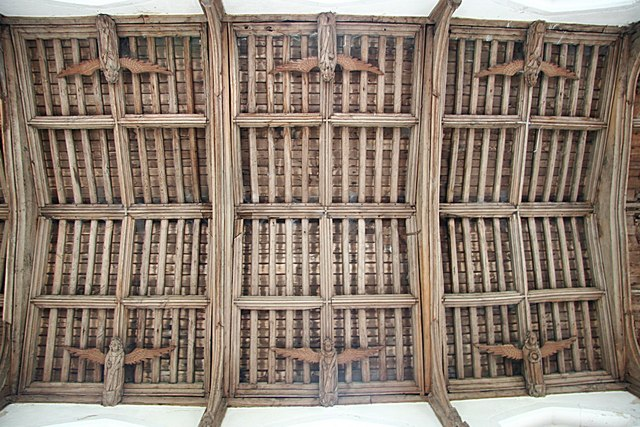
Кровля XV века с ангелами

## Кладбище
Множество надгробий XVII века ныне не поддаются прочтению. Пять могил находятся на учёте в Комиссии по военным погребениям стран Содружества. При церкви похоронен актёр театра и кино Атол Стюарт (1879—1940) с женой Элен Фрэнсис. Стюарт известен в амплуа аристократов и облечённых властью персонажей, также сыграл роль доктора Ватсона в экранизации «Пёстрой ленты» 1931 года, в которой Шерлока Холмса сыграл Рэймонд Мэсси.